# Boris Sjöberg
Boris Håkan Sjöberg, född 15 september 1930 i Närpes, död 24 januari 2018, var en finländsk matematiker.
Sjöberg avlade studentexamen i Kristinestad. Han blev filosofie doktor 1963 på en avhandling om potentialteori skriven under handledning av Gunnar  af Hällström och Rolf Nevanlinna. Han blev 1964 lektor i matematik vid Åbo Akademi och följande år tillförordnad professor; ordinarie professor 1971–1993.  1974–1975 arbetade han på ett stipendium vid University of Michigan i Ann Arbor. Han var prorektor för Åbo Akademi 1982–1985.
Sjöberg gjorde forskningsresor till bland annat Tyskland, Schweiz och USA. Han utgav 1995 monografin Från Euklides till Hilbert. Historien om matematikens utveckling under tvåtusen år.